# Patrick Pilet

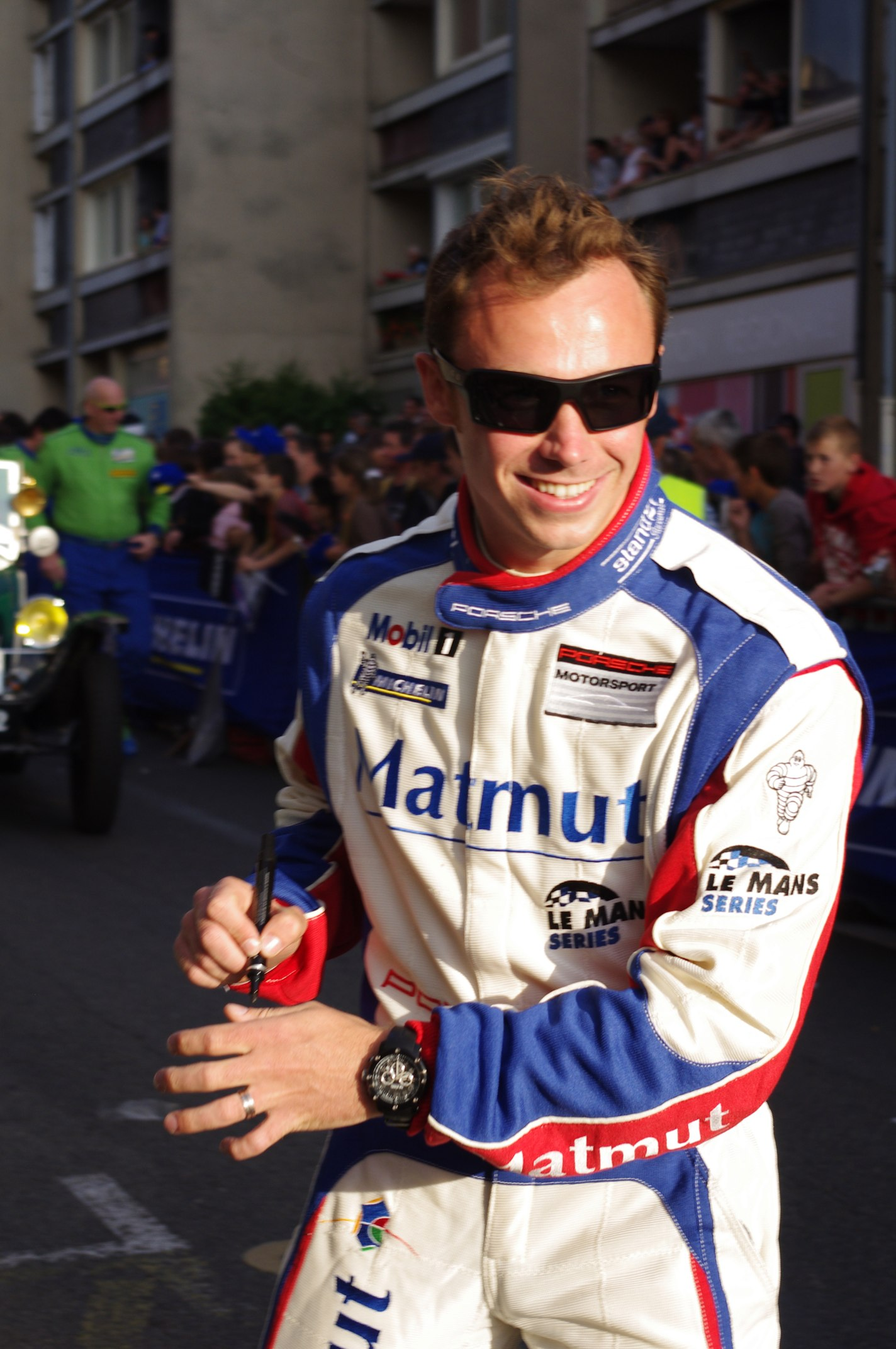
Patrick Pilet 2011 in Le Mans

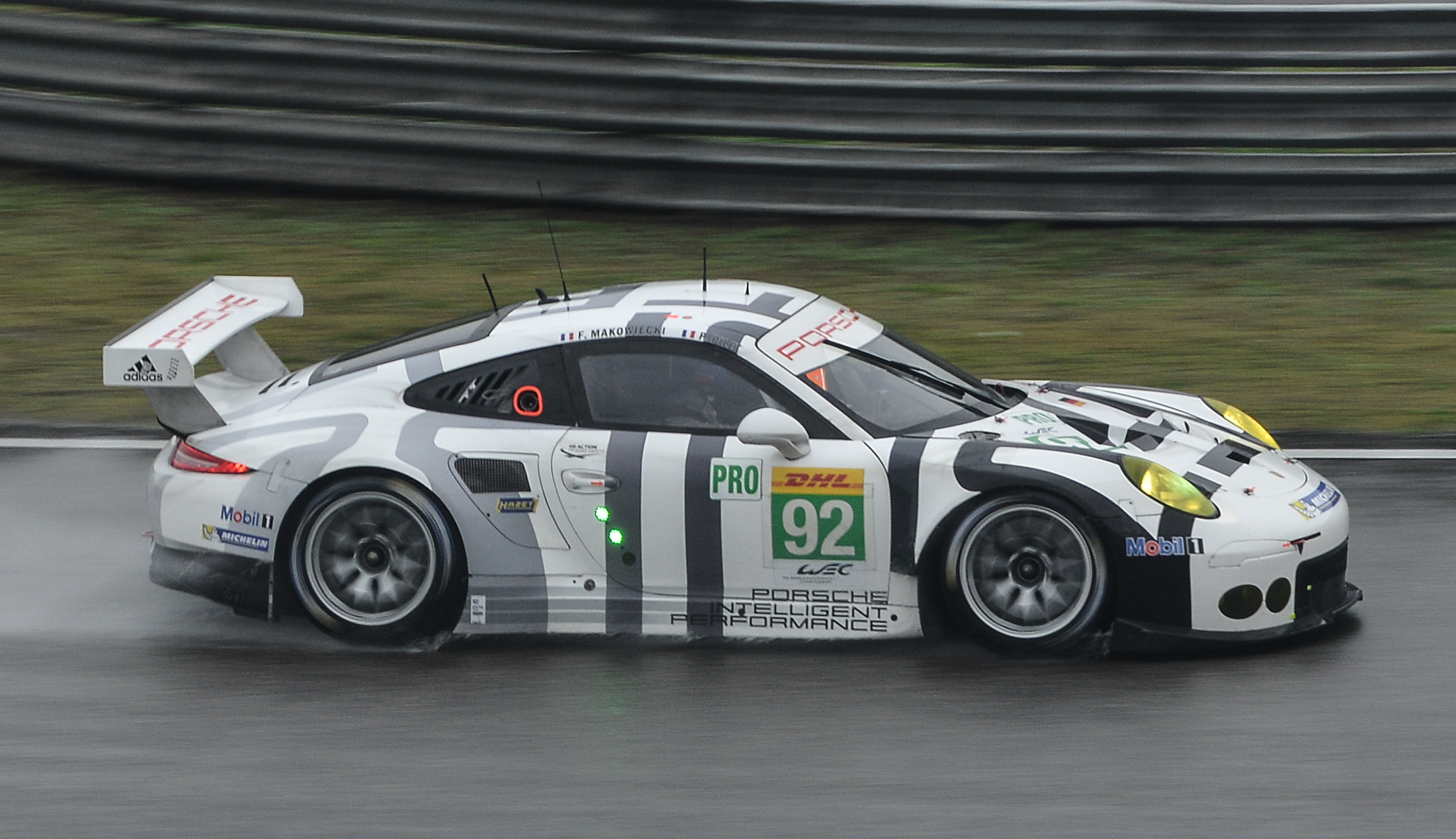
Der von Patrick Pilet beim 6-Stunden-Rennen von Shanghai 2015 gefahrene Porsche 911 RSR

Patrick Grégory Yoan Pilet (* 8. Oktober 1981 in Auch) ist ein französischer Autorennfahrer.

## Karriere als Rennfahrer
Patrick Pilet war bereits als Teenager ein erfolgreicher Kartfahrer. Im Alter von 13 Jahren gewann er 1994 die Trophee Jérôme Bernard und die französische Minime-Meisterschaft. Auch der Umstieg in den Monopostosport vollzog sich erfolgreich. 2001 gewann er die Gesamtwertung der Nachwuchsformel France  und nach dem zweiten Gesamtrang 2003 holte er sich 2004 vor Yann Clairay, Guillaume Moreau, Jérôme D’Ambrosio, Laurent Groppi, Simon Pagenaud und Romain Grosjean den Gesamtsieg in der französischen Formel-Renault-Meisterschaft. Nach zwei Saisons in der World Series by Renault wechselte Pilet 2007 in den GT-Sport.
Pilet wurde Teammitglied im Rennstall von Raymond Narac, einem der größten Porsche-Händler Frankreichs und gewann 2007 den Porsche Carrera Cup Frankreich. 2008 wurde Pilet Porsche-Werksfahrer und war in den folgenden Jahren im International GT Open, der American Le Mans Series und der FIA-Langstrecken-Weltmeisterschaft. Bis zum Ende der Saison 2015 konnte der Franzose 10 Gesamt- und 7 Klassensiege feiern. Einer seiner größten Erfolge war der Gesamtsieg beim Petit Le Mans 2015, durch den er die GTLM-Klasse der United SportsCar Championship 2015 gewann.
Beim 24-Stunden-Rennen von Le Mans waren seine besten Platzierungen nach den 17. Rängen im Schlussklassement 2010, 2011 der 11. Rang 2021.
Patrick Pilet ist mit der französischen TV-Journalistin Guenaelle Longy verheiratet.

## Statistik

### Le-Mans-Ergebnisse
| Jahr | Team                             | Fahrzeug            | Teamkollege         | Teamkollege         | Platzierung | Ausfallgrund |
| ---- | -------------------------------- | ------------------- | ------------------- | ------------------- | ----------- | ------------ |
| 2009 | IMSA Performance Matmut          | Porsche 997 GT3 RSR | Raymond Narac       | Patrick Long        | Ausfall     | Defekt       |
| 2010 | IMSA Performance Matmut          | Porsche 997 GT3 RSR | Raymond Narac       | Patrick Long        | Rang 17     |              |
| 2011 | IMSA Performance Matmut          | Porsche 997 GT3 RSR | Raymond Narac       | Nicolas Armindo     | Rang 17     |              |
| 2012 | Flying Lizard Motorsports        | Porsche 997 GT3 RSR | Spencer Pumpelly    | Seth Neiman         | Rang 27     |              |
| 2013 | Porsche AG Team Manthey          | Porsche 911 RSR     | Jörg Bergmeister    | Timo Bernhard       | Rang 16     |              |
| 2014 | Porsche AG Team Manthey          | Porsche 911 RSR     | Jörg Bergmeister    | Nick Tandy          | Rang 36     |              |
| 2015 | Porsche Team Manthey             | Porsche 911 RSR     | Wolf Henzler        | Frédéric Makowiecki | Ausfall     | Wagenbrand   |
| 2016 | Porsche Motorsport North America | Porsche 911 RSR     | Kévin Estre         | Nick Tandy          | Ausfall     | Motorschaden |
| 2017 | Porsche GT Team                  | Porsche 911 RSR     | Richard Lietz       | Frédéric Makowiecki | Rang 20     |              |
| 2018 | Porsche GT Team                  | Porsche 991 RSR GTE | Earl Bamber         | Nick Tandy          | Rang 27     |              |
| 2019 | Porsche GT Team                  | Porsche 991 RSR GTE | Earl Bamber         | Nick Tandy          | Rang 22     |              |
| 2020 | IDEC Sport                       | Oreca 07            | Jonathan Kennard    | Kyle Tilley         | Rang 15     |              |
| 2021 | IDEC Sport                       | Oreca 07            | Paul Lafargue       | Paul-Loup Chatin    | Rang 11     |              |
| 2022 | IDEC Sport                       | Oreca 07            | Paul Lafargue       | Paul-Loup Chatin    | Rang 12     |              |
| 2023 | Graff Racing                     | Oreca 07            | Giedo van der Garde | Roberto Lacorte     | Rang 37     |              |
| 2024 | Vector Sport                     | Oreca 07            | Ryan Cullen         | Stéphane Richelmi   | Rang 19     |              |
| 2025 | RLR MSport                       | Oreca 07            | Ryan Cullen         | Michael Jensen      | Rang 29     |              |

### Sebring-Ergebnisse
| Jahr | Team                      | Fahrzeug            | Teamkollege           | Teamkollege         | Teamkollege | Platzierung             | Ausfallgrund |
| ---- | ------------------------- | ------------------- | --------------------- | ------------------- | ----------- | ----------------------- | ------------ |
| 2008 | Flying Lizard Motorsports | Porsche 997 GT3 RSR | Johannes van Overbeek | Richard Lietz       |             | Rang 20                 |              |
| 2010 | Team Falken Tire          | Porsche 997 GT3 RSR | Bryan Sellers         | Wolf Henzler        |             | Rang 27                 |              |
| 2012 | Team Felbermayr Proton    | Porsche 997 GT3 RSR | Marc Lieb             | Richard Lietz       |             | Rang 22                 |              |
| 2014 | Porsche North America     | Porsche 911 RSR     | Nick Tandy            | Richard Lietz       |             | Rang 20                 |              |
| 2015 | Porsche North America     | Porsche 911 RSR     | Nick Tandy            | Richard Lietz       | Earl Bamber | Rang 14                 |              |
| 2016 | Porsche North America     | Porsche 911 RSR     | Nick Tandy            | Kévin Estre         |             | Ausfall                 | Defekt       |
| 2017 | Porsche GT Team           | Porsche 911 RSR     | Dirk Werner           | Frédéric Makowiecki |             | Rang 13                 |              |
| 2018 | Porsche GT Team           | Porsche 911 RSR     | Nick Tandy            | Frédéric Makowiecki |             | Rang 10 und Klassensieg |              |
| 2019 | Porsche GT Team           | Porsche 911 RSR     | Nick Tandy            | Frédéric Makowiecki |             | Rang 10 und Klassensieg |              |
| 2023 | Pfaff Motorsports         | Porsche 911 GT3 R   | Laurens Vanthoor      | Klaus Bachler       |             | Rang 14 und Klassensieg |              |

### Einzelergebnisse in der FIA-Langstrecken-Weltmeisterschaft
| Saison  | Team                                        | Rennwagen           | 1   | 2   | 3   | 4   | 5   | 6   | 7   | 8   | 9   |
| ------- | ------------------------------------------- | ------------------- | --- | --- | --- | --- | --- | --- | --- | --- | --- |
| 2012    | Felbermayr-Proton Flying Lizard Motorsports | Porsche 997 GT3 RSR | SEB | SPA | LEM | SIL | SAO | BAH | FUJ | SHA |     |
| 2012    | Felbermayr-Proton Flying Lizard Motorsports | Porsche 997 GT3 RSR | 22  |     | 27  |     |     |     |     |     |     |
| 2013    | Manthey-Racing                              | Porsche 911 RSR     | SIL | SPA | LEM | SAO | AUS | FUJ | SHA | BAH |     |
| 2013    | Manthey-Racing                              | Porsche 911 RSR     | 20  | DNF | 16  | 12  | 20  | 15  | 14  | 10  |     |
| 2014    | Manthey-Racing                              | Porsche 911 RSR     | SIL | SPA | LEM | AUS | FUJ | SHA | BAH | SAO |     |
| 2014    | Manthey-Racing                              | Porsche 911 RSR     | 8   | 14  | 36  | 12  | 23  | 16  | 17  | 8   |     |
| 2015    | Manthey-Racing                              | Porsche 911 RSR     | SIL | SPA | LEM | NÜR | AUS | FUJ | SHA | BAH |     |
| 2015    | Manthey-Racing                              | Porsche 911 RSR     | 15  |     | DNF | 16  | 15  | 15  | 16  | 18  |     |
| 2016    | Porsche Motorsport North America            | Porsche 911 RSR     | SIL | SPA | LEM | NÜR | MEX | AUS | FUJ | SHA | BAH |
| 2016    | Porsche Motorsport North America            | Porsche 911 RSR     | DNF |     |     |     |     |     |     |     |     |
| 2017    | Porsche GT Team                             | Porsche 911 RSR     | SIL | SPA | LEM | NÜR | MEX | AUS | FUJ | SHA | BAH |
| 2017    | Porsche GT Team                             | Porsche 911 RSR     | 20  |     |     |     |     |     |     |     |     |
| 2018/19 | Porsche GT Team                             | Porsche 991 RSR     | SPA | LEM | SIL | FUJ | SHA | SEB | SPA | LEM |     |
| 2018/19 | Porsche GT Team                             | Porsche 991 RSR     |     | 27  |     |     |     |     |     | 22  |     |
| 2019/20 | IDEC Sport                                  | Oreca 07            | SIL | FUJ | SHA | BAH | AUS | SPA | LEM | BAH |     |
| 2019/20 | IDEC Sport                                  | Oreca 07            |     |     |     | 15  |     |     |     |     |     |
| 2021    | IDEC Sport                                  | Oreca 07            | SPA | POR | MON | LEM | BAH | BAH |     |     |     |
| 2021    | IDEC Sport                                  | Oreca 07            | 11  |     |     |     |     |     |     |     |     |
| 2022    | IDEC Sport                                  | Oreca 07            | SEB | SPA | LEM | MON | FUJ | BAH |     |     |     |
| 2022    | IDEC Sport                                  | Oreca 07            | 12  |     |     |     |     |     |     |     |     |
| 2023    | Graff Racing                                | Oreca 07            | SEB | POR | SPA | LEM | MON | FUJ | BAH |     |     |
| 2023    | Graff Racing                                | Oreca 07            | 37  |     |     |     |     |     |     |     |     |
| 2024    | Vector Sport                                | Oreca 07            | KAT | IMO | SPA | LEM | SAO | AUS | FUJ | BAH |     |
| 2024    | Vector Sport                                | Oreca 07            | 19  |     |     |     |     |     |     |     |     |
| 2025    | RLR MSport                                  | Oreca 07            | KAT | IMO | SPA | LEM | SAO | AUS | FUJ | BAH |     |
| 2025    | RLR MSport                                  | Oreca 07            | 29  |     |     |     |     |     |     |     |     |